# 內氏駝背脂鯉
內氏駝背脂鯉（学名：Cyphocharax nagelii），為輻鰭魚綱脂鯉目脂鯉亞目無齒脂鯉科的其中一個種，分布於南美洲巴拉那河上游流域，體長可達16.3公分，棲息在河川底中層水域，會進行季節性洄游，以有機碎屑等為食，生活習性不明。